# Лоро Боричи (стадион)
«Ло́ро Бори́чи» (алб. Loro Boriçi) — мультиспортивный стадион в Шкодере, Албания. Является домашней ареной клуба «Влазния», выступающего в суперлиге чемпионата Албании по футболу. Иногда является местом проведения домашних матчей сборной Албании. Назван в честь знаменитого албанского футболиста 1940-х — 1950-х годов — Лоро Боричи, выступавшего в Итальянской серии А за клуб «Лацио» и проведшего в составе национальной сборной 26 матчей.